# Stazione di Midleton
La stazione di Midleton  è la stazione ferroviaria capolinea della linea Cork-Youghal a servizio di Midleton nella contea di Cork, Irlanda. Fino agli anni ottanta, la linea proseguiva fino a Youghal.

## Storia
La stazione fu aperta il 10 novembre 1859 assieme alla linea proveniente da Cork. Funse da scalo terminale per qualche mese, fino a quando non fu aperto il tronco per Youghal.
Funse anche da officina della Cork & Youghal railway (C&YR), che eserciva sia la Cork-Youghal sia la diramazione Glounthaune-Cobh, fino al 1866 quando la società fu assorbita dalla Great Southern and Western Railway (GS&WR). Quest'ultima impresa ferroviaria procedette alla chiusura delle officine nel 1877.
Fu chiusa al servizio passeggeri il 4 febbraio 1963 assieme al tronco Glounthaune – Youghal. Il servizio merci fu soppresso il 2 giugno 1978.
Nell'ambito del rinnovo della linea ferroviaria al fine di impiegarla nel servizio ferroviario suburbano di Cork, la stazione fu ricostruita e riaperta al servizio viaggiatori il 30 luglio 2009.

## Strutture ed impianti
Il piazzale è dotato di due binari.

## Movimento
La stazione è servita dalla linea Cork Kent – Midleton del servizio ferroviario suburbano di Cork.

## Servizi
- Servizi igienici
- Biglietteria self-service